# Perilampus auratus
Perilampus auratus är en stekelart som först beskrevs av Georg Wolfgang Franz Panzer 1798.  Perilampus auratus ingår i släktet Perilampus och familjen gropglanssteklar. Arten är reproducerande i Sverige. Inga underarter finns listade i Catalogue of Life.